# Kremnické Bane
Kremnické Bane es un municipio del distrito de Žiar nad Hronom en la región de Banská Bystrica, Eslovaquia, con una población estimada a final del año 2024 de 251 habitantes.
Se encuentra ubicado al noroeste de la región, en el valle del río Hron —un afluente izquierdo del Danubio— y cerca de la frontera con las regiones de Nitra y Trenčín.

## Demografía
| Año        | 1994 | 2004    | 2014    | 2024    |
| ---------- | ---- | ------- | ------- | ------- |
| Población  | 247  | 265     | 268     | 251     |
| Diferencia |      | +7,28 % | +1,13 % | −6,34 % |

| Año        | 2023 | 2024    |
| ---------- | ---- | ------- |
| Población  | 246  | 251     |
| Diferencia |      | +2,03 % |